# Base por bolas

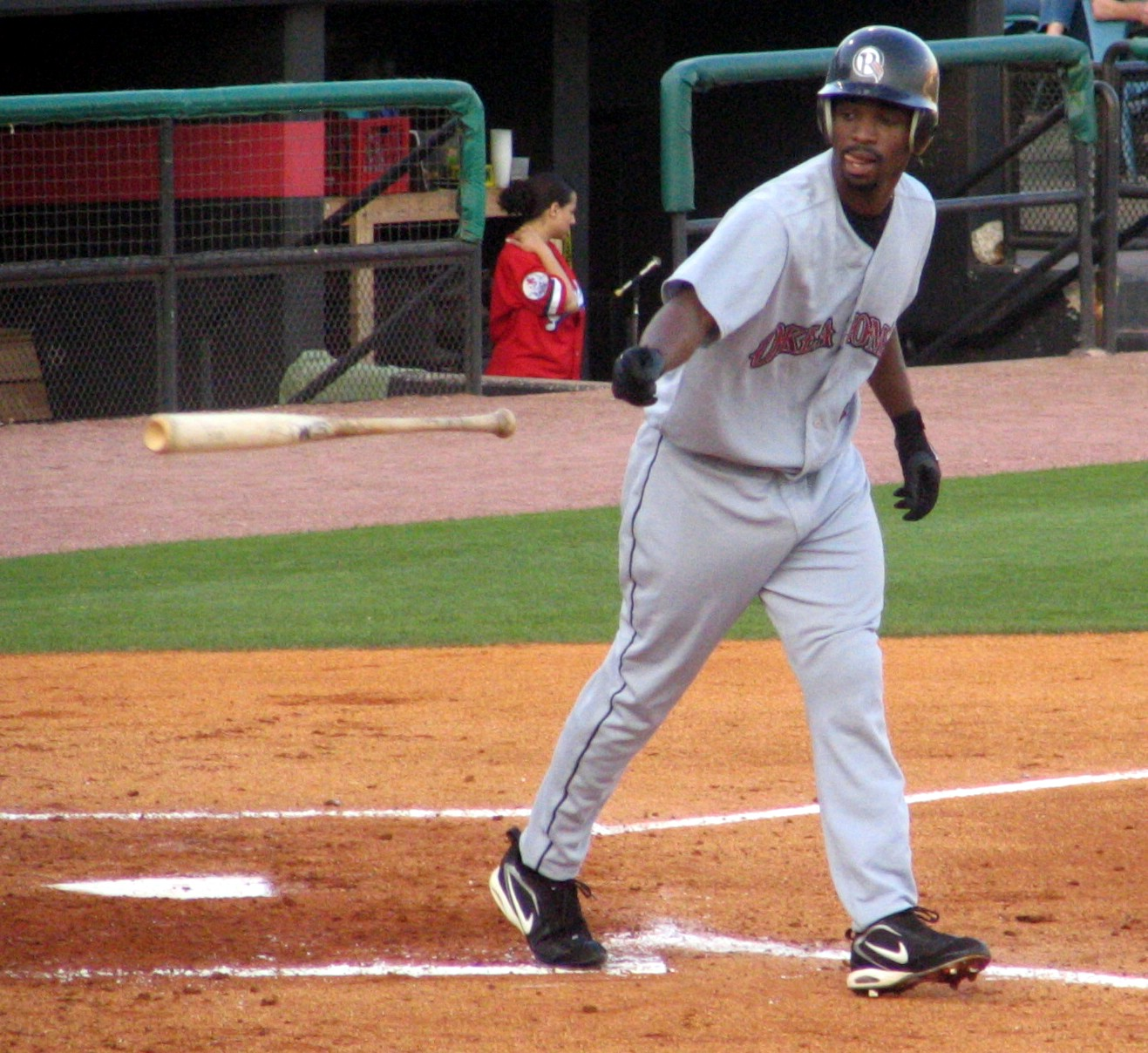
Rashad Eldridge de los Oklahoma Redhawks camina a primera base después de recibir base por bolas.

La frase base por bolas se refiere al juego de béisbol. Se aplica cuando el lanzador tira la pelota fuera de la zona de bateo, y el bateador no le hace swing, en cuatro ocasiones durante un turno al bate. Está definido en la Sección 2.00 de las Reglas Oficiales del Baseball y explicada en detalle en la sección 6.08(a). Entonces el bateador debe ocupar la primera base aunque su turno al bate no es oficialmente archivado. Se le conoce también como boleto.

## Base por bolas intencional
Una base por bolas también puede ser intencional, lo que tiene su propia categoría estadística. En su forma notoria, el receptor retira su postura de cuclillas al levantarse y extender su brazo horizontalmente lejos del bateador para indicar que espera un lanzamiento fuera de la zona de bateo (strike), así consecutivamente hasta acumular los cuatro lanzamientos necesarios para acreditar una base por bolas, recientemente se ha modificado esta jugada y cuando el equipo a la defensiva quiere dar una base por bolas intencional a un bateador, simplemente se le coloca en primera base sin hacer ningún lanzamiento.
La base por bolas intencional es una jugada utilizada de forma estratégica durante el partido. 
Solo seis jugadores en la historia de las Grandes Ligas de Béisbol han recibido bases por bolas intencionales con las bases llenas: Abner Dalrymple, Nap Lajoie, Del Bissonette, Bill Nicholson, Barry Bonds y Josh Hamilton.[cita requerida]